# ژاک تورنر
ژاک تورنر (انگلیسی: Jacques Tourneur؛ ۱۲ نوامبر ۱۹۰۴ – ۱۹ دسامبر ۱۹۷۷) یک کارگردان اهل فرانسه بود. وی بین سال‌های ۱۹۳۱ تا ۱۹۶۵ میلادی فعالیت می‌کرد.

## فیلم‌شناسی
| سال  | فیلم                 | توضیحات                                                   |
| ---- | -------------------- | --------------------------------------------------------- |
| ۱۹۴۲ | آدم‌های گربه‌ای        | نامزد دریافت جایزه بهترین اثر درام جوایز هوگو سال در ۱۹۴۳ |
| ۱۹۴۳ | با یک زامبی راه رفتم |                                                           |
| ۱۹۴۷ | از درون گذشته        |                                                           |
| ۱۹۵۰ | مشعل و کمان          |                                                           |
| ۱۹۵۵ | ویچیتا               |                                                           |
| ۱۹۵۹ | تیمبوکتو             |                                                           |